# Oberá (departement)
Oberá is een departement in de Argentijnse provincie Misiones. Het departement (Spaans:  departamento) heeft een oppervlakte van 1.564 km² en telt 95.667 inwoners.

## Plaatsen in departement Oberá
- Campo Ramón
- Campo Viera
- Colonia Alberdi
- General Alvear
- Guaraní
- Los Helechos
- Oberá
- Panambí
- San Martín